# Автолик (лунный кратер)
Кратер Автолик (лат. Autolycus) — сравнительно молодой ударный кратер на видимой стороне Луны в восточной области гор Архимеда, на границе между Морем Дождей и Морем Ясности. Образование кратера предположительно относится к эратосфенскому периоду, в других источниках относится к коперниковскому периоду. Впервые описан Яном Гевелием в 1645 г. Кратер назван в честь Автолика из Питаны (около 360 до н. э. — около 290 до н. э.) — древнегреческого астронома и математика (не путать с Автоликом — персонажем древнегреческой мифологии). Название утверждено Международным астрономическим союзом в 1935 г.

## Описание кратера

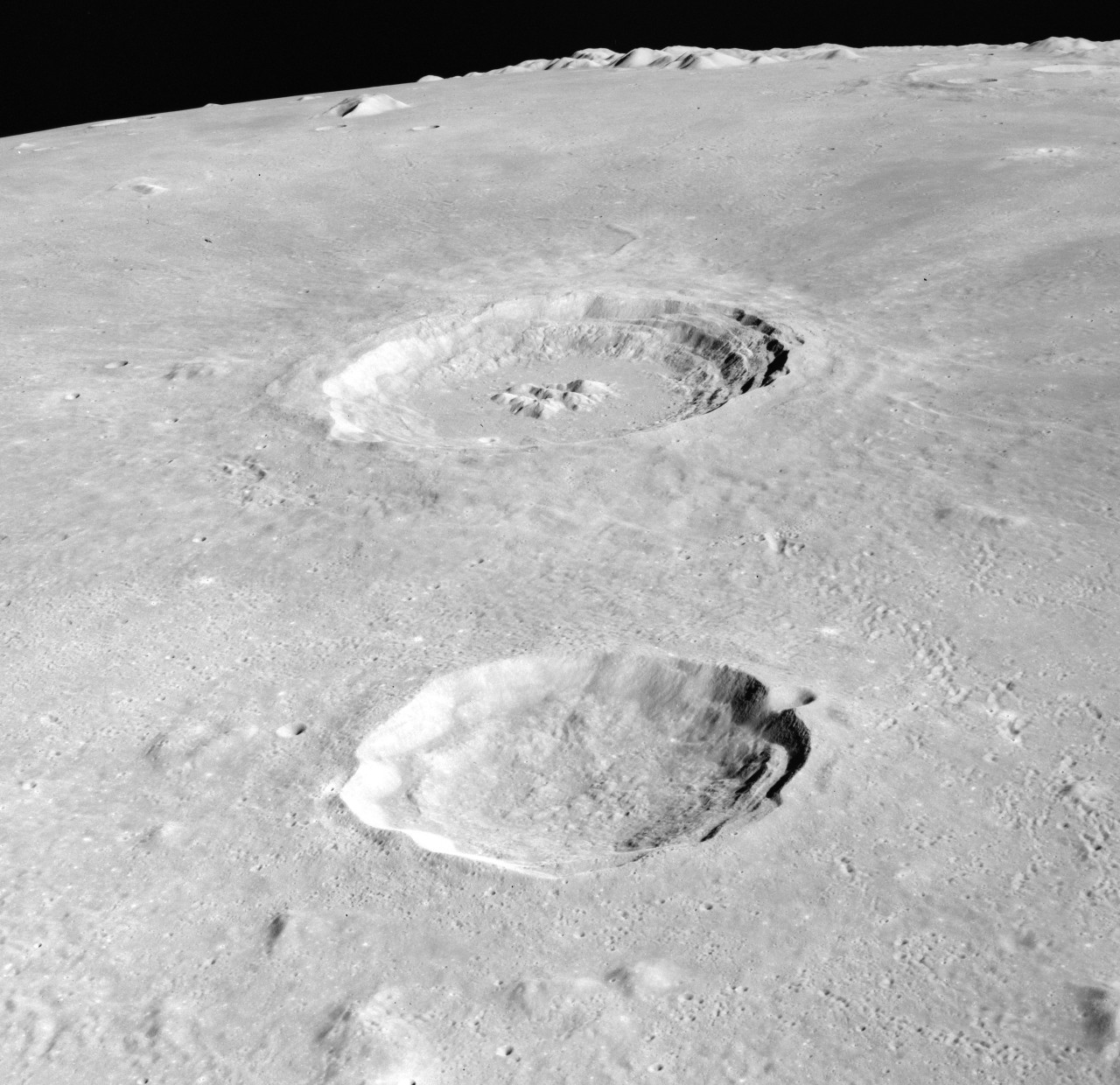
Кратеры Автолик (внизу) и Аристилл (вверху). Снимок с борта Аполлона-15.

На западе от кратера находится древний кратер Архимед, на севере — сравнительно молодой кратер Аристилл, на юге — Болото Гниения, на востоке располагаются горы Кавказ, на юго-востоке — борозды Френеля и мыс Френеля. Диаметр кратера 38,9 км, глубина 3,43 км , селенографические координаты центра кратера — 30°41′ с. ш. 1°29′ в. д. / 30,68° с. ш. 1,49° в. д.. По морфологическим признакам кратер относится к классу TRI (по названию кратера Триснеккер, который является типичным представителем данного класса).
Вал кратера имеет несколько отличную от циркулярной форму, пологий внешний откос и террасовидный внутренний склон. Высота вала над дном чаши кратера составляет 3140 м, над окружающей местностью 1020 м. Северная часть кратера имеет следы сильного эрозионного разрушения. В северо-восточной части вала кратера находится приметный сателлитный кратер Автолик А. Дно кратера неровное, лежит приблизительно на 1200 м ниже окружающей кратер местности, заполнено лавой и фрагментами от разрушения вала кратера, центральный пик (или, в данном случае, скорее центральная возвышенность) имеет высоту 820 м и диаметр 7,53 км. Объём кратера составляет приблизительно 1100 км³.
Кратер имеет слабую, трудно различимую систему лучей, простирающуюся на расстояние до 400 км, и включен в список кратеров с системой лучей Ассоциации лунной и планетарной астрономии (ALPO).
Система лучей кратера проходит через чашу кратера Архимед, оставляя следы на его дне, это свидетельствует о том, что кратер образовался позже кратера Архимед. С другой стороны, материал, выброшенный при образовании кратера Аристилл, частично перекрывает внешний откос вала кратера Автолик, таким образом последний образовался раньше. 

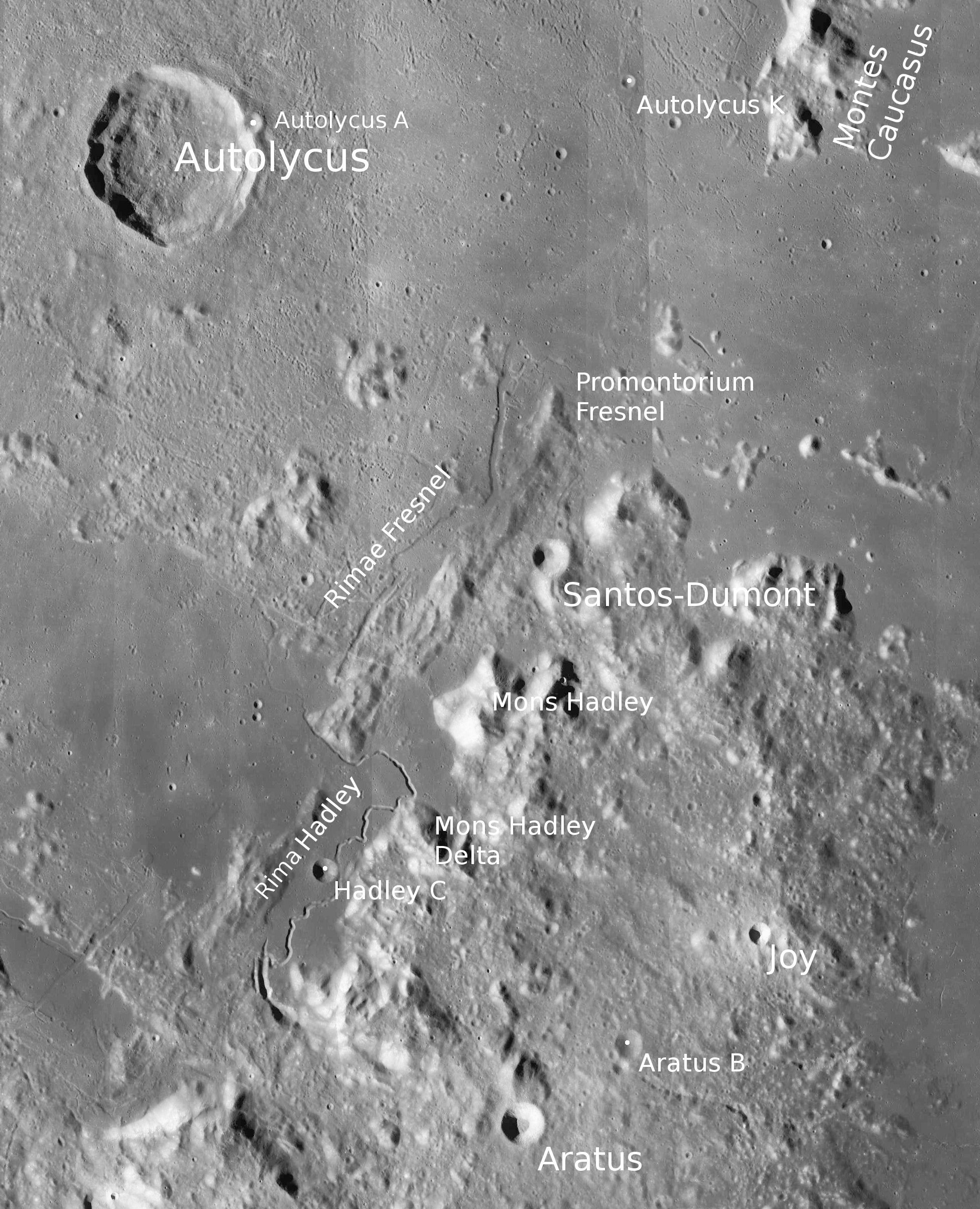
Окрестности кратера Автолик. Снимок зонда Lunar Reconnaissance Orbiter.

## Сечение кратера
На приведенном графике представлено сечение кратера в различных направлениях, масштаб по оси ординат указан в футах, масштаб в метрах указан в верхней правой части иллюстрации.

## Сателлитные кратеры

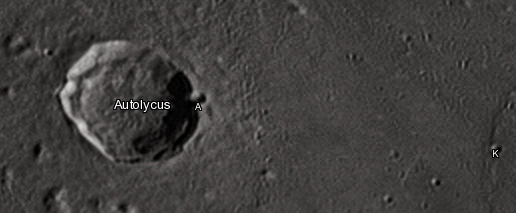
Снимок Девида Кемпбелла.

| Автолик | Координаты                                          | Диаметр, км |
| ------- | --------------------------------------------------- | ----------- |
| A       | 30°55′ с. ш. 2°10′ в. д. / 30,92° с. ш. 2,17° в. д. | 4,2         |
| K       | 31°13′ с. ш. 5°26′ в. д. / 31,21° с. ш. 5,43° в. д. | 3,0         |

## Места посадок космических аппаратов
Приблизительно в 40 км на юго-западе от кратера Автолик, в точке с селенографическими координатами 29°06′ с. ш. 0°00′ в. д. / 29,1° с. ш. 0,0° в. д., совершила жесткую посадку Луна-2, первая в мире автоматическая межпланетная станция, достигшая поверхности Луны.